# Авангард (Украйна)
Вижте пояснителната страница за други значения на Авангард.
Авангард (на украински: Авангард) е селище от градски тип в Южна Украйна, Одески район на Одеска област. Населението му към 1 януари 2019 г. е около 5554 души., а към 2021 г. е 6 808 души. Той е западно предградие на град Одеса и е в непосредствена близост до града. Авангард е домакин на администрацията на селищната община Аванхард, една от громадите на Украйна. 

## История
Село Авангард е най-младото селище в областта. Юридически историята му започва през 1995 г., когато през април Президиумът на Върховната Рада на Украйна приема резолюция за присвояване на населеното място, или по-скоро на жилищната зона на държавното стопанство "Авангард".
Могилите, разпръснати в околните ниви, сочат за хилядолетното историческо минало на земите, върху които е разположен селски съвет Авангард. Но документалното заселване на тази област започва през първата четвърт на XIX век - с бързото развитие на Одеса, което не може да не засегне и околните райони. Най-забележителното селище от онова време несъмнено е епископската дача (селската къща на архиепископа, оцеляла до наши дни), която по-късно дава името на селото - Епископско (преименувано на Преображенское при съветската власт).
Местните жители, както и жителите на повечето селища около Одеса, се занимават с градинарство, земеделие, животновъдство, превоз. Тези традиции определят посоките на икономическо развитие на региона в бъдеще. 

## Спорт
Авангардисти са редовни участници в областни и регионални състезания и олимпиади. В базата на КП „Дом за култура и отдих” функционират спортни секции: шах и дама, бокс, джудо, карате, тенис, вдигане на тежести, фитнес. Селото разполага със собствена модерна боксова зала с ринг, където тренират боксьорите от БСК „Авангард”.

## Икономика
Днес бившият селскостопански район се превръща в един от водещите индустриални центрове не само в Овидиополска област, но и в Одеска област. На територията на съвета има 35 предприятия от хранително-вкусовата промишленост, строителните материали и други отрасли.
"Avangard-D LLC" е многобраншово земеделско предприятие, което успешно използва най-новите технологии и научни постижения, използва високопроизводително енергоспестяващо оборудване и механизми. Фермата на предприятието е развъдник за отглеждане на крави от украинска червена млечна порода (годишна производителност от 5 хил. кг мляко) и развъдник за отглеждане на свине от украински месни и червенокошни породи. Успешно се развива зеленчукопроизводството, където се тестват и въвеждат в производство най-добрите сортове родна и чужда селекция, заложени са 135 хектара овощни градини.
ООД "Пазар на промишлени стоки" (7 км)  - най-големият пазар на промишлени стоки на едро и дребно в Европа. На територията му са създадени десетки хиляди търговски и складови обекти, като всеки ден го посещават над 100 000 купувачи от различни региони на Украйна и чужбина. Пазарът е един от най-образцовите в страната по отношение на организация на процеса на търговия, обслужване, поръчка.

## Религия
В селото се намира уникален комплекс от църквата "Св. Виктор", която включва административна сграда, камбанария, гробница, параклис за водосвет и църква "Св. Виктор" с долен страничен олтар, посветен на света мъченица Ирина, построен от В. Л. Добрянски и В. Д. Добрянски.